# Vento caldo
Vento caldo (Parrish) è un film del 1961 diretto da Delmer Daves basato sul romanzo di Mildred Savage.

## Trama
Il film narra la storia conflittuale tra un giovane uomo di mentalità indipendente e il suo patrigno, uno spietato magnate del tabacco.
Il giovane Parrish McLean e sua madre Ellen si trasferiscono presso la piantagione di tabacco del signor Sala Post, nello stato del Connecticut; qui la donna viene assunta come tutrice della giovane figlia di Post, Alison, mentre Parrish trova lavoro come manovale nella piantagione. 
La madre sposa il rivale del signor Post, Judd Raike, che pianifica da tempo di rovinare il suo antagonista.

## Produzione
Alcune parti del film vennero girate a East Windsor e Poquonock (Windsor), Connecticut. 
Il regista originale era Joshua Logan poi sostituito da Delmer Daves.